# レクイエム (フォーレ)
レクイエム（Requiem）ニ短調作品48は、ガブリエル・フォーレが作曲したレクイエム。

## 概説
レクイエムの傑作として知られ、フォーレの全作品中で最も演奏機会が多い。フォーレの音楽活動のなかでは、ピアノ四重奏曲第2番ト短調作品45、あるいは『パヴァーヌ』作品50などと並んで、中期の幕開きを告げる代表的な作品に位置づけられる。演奏時間約40分。
しばしば、モーツァルト、ヴェルディの作品とともに「三大レクイエム」の一つに数えられる。
作曲の動機については、父親が1885年7月、母親が1887年12月にそれぞれ死去したことがよく挙げられる。ただし、フォーレが残しているスケッチによると、遅くとも1887年秋には作曲に着手しており、母親の死は直接関係していないと考えられる。さらにフォーレは、
「私のレクイエムは、特定の人物や事柄を意識して書いたものではありません。……あえていえば、楽しみのためでしょうか」
と書いているのである。
また、マドレーヌ寺院での初演では、寺院の司祭から斬新過ぎると叱責されたらしい。このほか、当時から「死の恐ろしさが表現されていない」「異教徒的」などとの批判が出された。フォーレのレクイエムは当時のカトリックの死者ミサでは必須であった「怒りの日」などを欠くなど、そのままではミサに用いることの出来ない形式をとっている。これに対してフォーレは1902年に次のような手紙を書いている。
「私のレクイエム……は、死に対する恐怖感を表現していないと言われており、なかにはこの曲を死の子守歌と呼んだ人もいます。しかし、私には、死はそのように感じられるのであり、それは苦しみというより、むしろ永遠の至福の喜びに満ちた解放に他なりません」
また、晩年の1921年にルネ・フォーショワ（歌劇『ペネロペ』の脚本を手がけた）への手紙に次のように書いている。
「私が宗教的幻想として抱いたものは、すべてレクイエムの中に込めました。それに、このレクイエムですら、徹頭徹尾、人間的な感情によって支配されているのです。つまり、それは永遠的安らぎに対する信頼感です」

## 作曲の経過と版の種類

### 第1稿
1887年から作曲が始められ、1888年1月16日、マドレーヌ寺院において、建築家ルスファシェの葬儀に際してフォーレ自身の指揮によって初演された。このときは、「入祭唱とキリエ」、「サンクトゥス」、「ピエ・イェス」、「アニュス・デイ」、「イン・パラディスム」の5曲構成であり、声楽はソプラノ独唱と合唱、オーケストラはヴィオラ、チェロ、コントラバス、独奏ヴァイオリン（「サンクトゥス」のみ）、ハープ、ティンパニ、オルガンという編成であった。

### 第2稿
こののちもフォーレはこの曲に手を入れ、1888年5月ごろにはホルン、トランペット各2が追加された。1892年1月28日、国民音楽協会の演奏会では、「奉献唱」と「リベラ・メ」の2曲が付加されて7曲構成となり、編成もトロンボーン3、バリトン独唱が加わった。しかし、この時点で「奉献唱」はバリトン独唱による「ホスティアス」の部分のみであったようで、「オ・ドミネ」を含めた現在の形でまとめられたのは、1893年もしくは1894年と考えられている。したがって、「1893年版」とも呼ばれる。
フォーレの「純粋な」構想を復元する試みは近年になって行われるようになった。第2稿についてはフォーレの自筆譜が失われているため、マドレーヌ寺院での演奏時のパート譜などをもとに、以下の2種類が発表されている。ひとつは、イギリスの作曲家ジョン・ラターによる校訂版（1984年）。もうひとつは、フォーレ研究家のジャン＝ミシェル・ネクトゥーがロジェ・ドラージュ（指揮者）と共同した版（ネクトゥ/ドラージュ版、1988年）である。両者の比較では、ラター版がより第3稿に近いといわれる。

### 第3稿
一般的に演奏されている稿である。1900年5月にリールにおいて初演、7月にパリ万国博覧会でも演奏され、大成功を収めたことから「1900年版」とも呼ばれる。フォーレがレクイエムの総譜をアメル社に送ったのは1890年とされるが、同社がこれを出版したのは10年以上たった1901年である。この間、出版社のジュリアン・アメルは、特殊な編成では演奏機会が限られるため、通常の編成に直すようフォーレに対して働きかけたものと見られる。出版された第3稿は、これに応えた形で弦五部と木管を備えた二管編成に拡大された。しかし、第3稿のオーケストレーションについては、フォーレ自身によるものか疑問も出されている。ネクトゥーは、フォーレの弟子ジャン・ロジェ＝デュカス（レクイエムのピアノと合唱用のリハーサル譜を手がけた）の手によるものではないかと指摘している。ネクトゥーは第3稿についても校訂しており、これに基づくクリティック・エディションが1998年に出された。

## 楽器編成
【第3稿】
- フルート 2 (第4曲のみ)
- クラリネット 2 (第4曲のみ)
- ファゴット 2 (第1、4、5曲のみ)
- ホルン 4 (第1、3、5、6曲のみ)
- トランペット 2 (第1、3曲のみ)
- トロンボーン 3 (第6曲のみ)
- ティンパニ (第6曲のみ)
- ハープ 1 (第3、4、7曲のみ)
- オルガン
- ヴァイオリン (第3、5、6、7曲のみ)
- ヴィオラ 二部
- チェロ 二部
- コントラバス

ヴァイオリンは第3曲の一部、第6曲を除き、第一ヴァイオリン、第二ヴァイオリンの区別が無い。オーボエが編成に加えられていない。

【第2稿】ネクトゥ＆ドラージュ版
- ホルン 2
- トランペット 2（第1、3、6曲のみ）
- トロンボーン 3（第6曲のみ）
- ティンパニ
- ハープ 1
- オルガン
- ヴァイオリン・ソロ（第3曲のみ）
- ヴィオラ 二部（同版序文では各3～6を推奨）
- チェロ 二部（序文では各2～3を推奨）
- コントラバス（序文では1～2を推奨）

木管楽器を欠く。また、ヴァイオリンはソロが第3曲に用いられているのみで、変則的な編成であると言える。

## 声楽の選択
演奏にあたっては、どの稿を使用するかということと同時に、「ピエ・イェス」の独唱について、女声ソプラノにするかボーイソプラノにするか、あるいは合唱について、女声合唱と少年合唱のいずれかという選択がある。当時のマドレーヌ寺院の合唱団には女性が加わることが許されていなかったため、合唱は男声合唱と少年合唱で歌われ、「ピエ・イェス」もボーイソプラノを意識した音域で書かれている。しかし、演奏面からは、ボーイソプラノには難しいという指摘もあり、フォーレ存命時の演奏会でもソプラノ独唱が「ピエ・イェス」を歌っていたことから、どちらが「正しい」かという決着は困難である。教会風の雰囲気を尊重する場合には、ボーイソプラノ及び少年合唱、演奏会での表現性を重視する場合は女声ソプラノ及び女声合唱という選択になるようである。

## 楽曲構成
第4曲「ピエ・イェス」を中心とした対称的な配置が認められる。「ピエ・イェス」は、残されているスケッチの最も早い段階から姿を見せており、構成的にも音楽的にも全曲の核と見られる。各曲ではいくつかの動機が共通して使用されており、関連づけられている。

### 第1曲 イントロイトゥスとキリエ（Introitus et Kyrie）
ニ短調。オーケストラのユニゾンによる重々しい主音で始まる。分散和音線を基調としたテノール、変ロ長調に転じた甘美なソプラノ、フォルティッシモの合唱と続く。キリエではやや律動的になる。

### 第2曲 オッフェルトリウム（Offertorium）
ロ短調。オ・ドミネの部分はアルトとテノールとバス（3回目から）によるカノン風。中間部はバリトン独唱によるホスティアスとなる。同音反復による朗唱が特徴的。清澄なアーメンコーラスで締めくくられる。アーメンコーラスの部分はわずかな小節ではあるがロ長調に転じている。

### 第3曲 サンクトゥス（Sanctus）
変ホ長調。弦とハープの分散和音、ヴァイオリンのオブリガートに伴われ、ソプラノとテノールが互いに歌い交わしながら感動的なオザンナの部分に達する。

### 第4曲 ピエ・イェズ（Pie Jesu）
変ロ長調。ソプラノ独唱。オーケストラは独唱の余韻のように寄り添う。

### 第5曲 アニュス・デイ（Agnus Dei）
ヘ長調。弦による優雅な主題に乗ってテノールが歌う。中間部では聖体拝領唱（Communio）からLux aeternaの部分が挿入され、幻惑的な転調をみせる。クライマックスに達すると、第1曲「入祭唱」の冒頭部分が再現される。

### 第6曲 リベラ・メ（Libera me）
ニ短調。この曲と第7曲「イン・パラディスム」は、本来のミサに入っておらず、第6曲ではミサ終了後の赦祷式(Absolutio ad Tumbam)の赦祷文 (Responsorium)が歌われる。低弦のピチカートが特徴的なオスティナートリズムの上にバリトン独唱が歌う。中間部にはいると劇的になり、Dies irae, dies illaでは激しく歌われる。初めの部分に戻って、合唱がユニゾンで幅広く歌う部分は印象的。

### 第7曲 イン・パラディスム（In paradisum）
ニ長調。イン・パラディスムは「楽園へ」の意味。本来の死者ミサの一部ではなく、棺を埋葬する時に用いられる赦祷文に作曲したものである。オルガンの浮遊感をたたえた音型に乗ってソプラノが歌う。